# Borek (Małoszyce)
Borek – kolonia wsi Małoszyce w Polsce położona w województwie śląskim, w powiecie zawierciańskim, w gminie Żarnowiec.
W latach 1975–1998 miejscowość administracyjnie należała do województwa katowickiego.
We wsi można podziwiać śladowe pozostałości po niemieckich okopach z okresy II wojny światowej które stanowiły część niemieckiej linii obronnej Stellung A2, szczególnie widoczne w porze jesiennej na polach od strony wsi Dąbrowica i Rokitna.
Przez wieś przebiegała polna droga łącząca Żarnowiec z Szczekocinami zwana Krakówką obecnie zaorana. Z drogi tej korzystali pielgrzymi, udający się w sierpniu na uroczystości Matki Boskiej Zielnej do Częstochowy, pozostałością po drodze i pielgrzymach są 2 stare przydrożne kapliczki: jedna murowana, obecnie bardzo zniszczona i zarośnięta, znajdująca się jeszcze w granicach wsi, a druga skromniejsza drewniana położona na polach w stronę wsi Rokitno.